# Politique en Corrèze

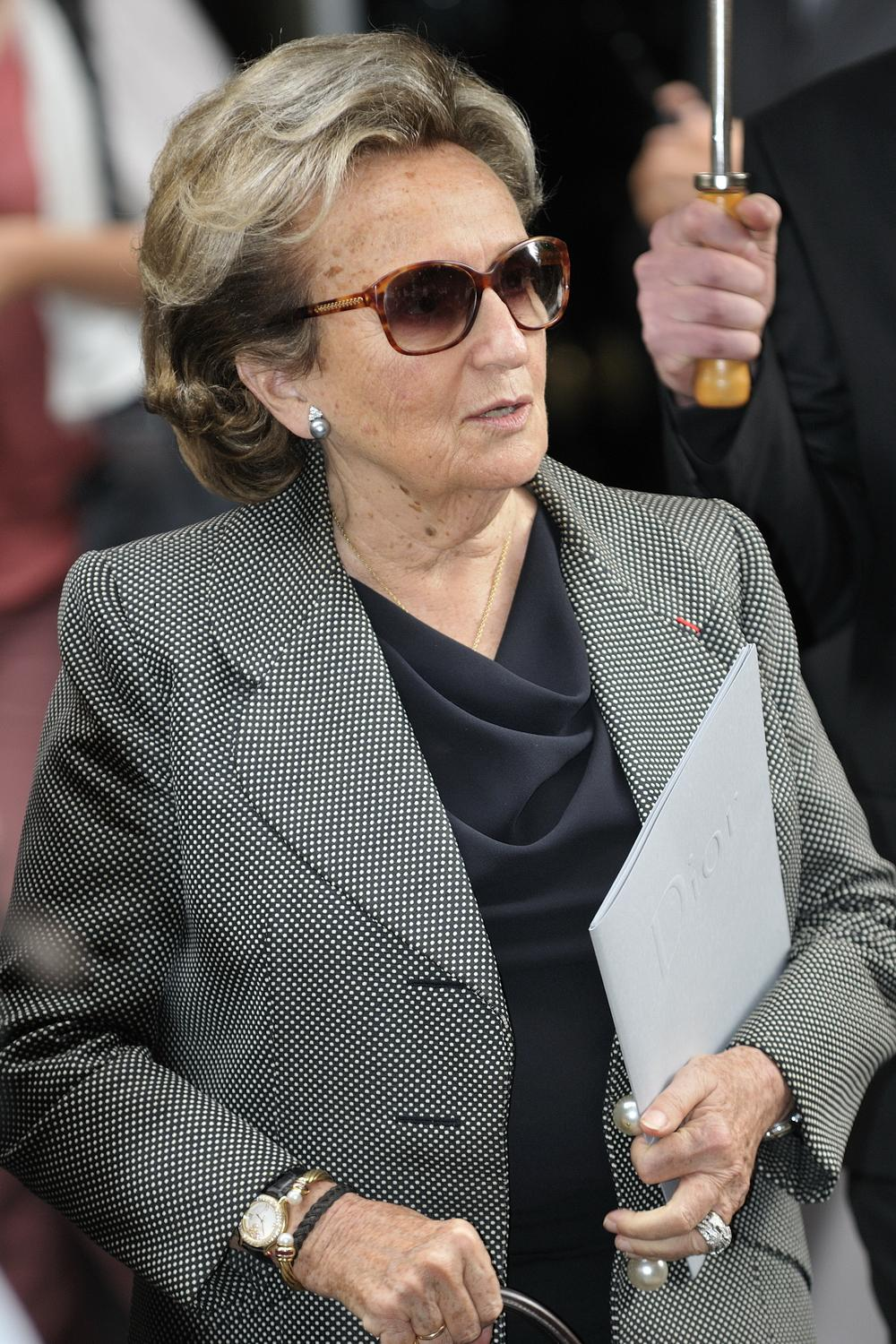
Épouse de Jacques Chirac (sept fois élu député de Corrèze à partir de 1967), Bernadette Chirac, conseillère générale du canton de Corrèze depuis 1979 et ayant notamment siégé sous la présidence de François Hollande entre 2008 et 2012, est une figure politique marquante du département.

Le département de la Corrèze est traditionnellement un fief de la gauche modérée (notamment incarnée par la figure du radical-socialiste Henri Queuille). Son histoire politique récente a été marquée par l'implantation électorale locale de deux présidents de la République, Jacques Chirac (dont l'influence a, durant quatre décennies, à partir des fiefs de Sarran, Ussel ou Meymac, orienté le département à droite en en faisant ce qu'on a appelé la « Chiraquie ») puis François Hollande, dont le parcours national a sans doute favorisé le ré-ancrage temporaire de la Corrèze à gauche. Le département balance depuis lors entre les deux camps au gré des contextes nationaux.

## Géographie électorale
Globalement, la Haute-Corrèze (arrondissement d'Ussel) et la Basse-Corrèze (arrondissement de Brive) sont plutôt orientés à droite, tandis que la région de Tulle vote plutôt socialiste. La gauche radicale effectue toutefois de bons scores sur le plateau de Millevaches (« communisme rural » limousin), ainsi que dans l'ancien bassin ouvrier de Tulle.

## État des lieux

### Années 2010
En lien avec l'impopularité de François Hollande à partir de 2013, le vote en faveur du Parti socialiste a fortement chuté à l'occasion des scrutins en 2014. Lors des élections municipales, le PS perd ainsi Brive (gagnée par Frédéric Soulier), Ussel (gagnée par Christophe Arfeuillère), mais aussi Argentat, Beaulieu-sur-Dordogne, Malemort-sur-Corrèze ou Naves, parvenant à peine à se consoler en conservant Tulle et en gagnant Meymac et Treignac. Les élections européennes, et surtout les élections sénatoriales confirment les difficultés de la gauche : les deux sénateurs jusqu'alors socialistes sont désormais étiquetés UMP, en les personnes de Claude Nougein et Daniel Chasseing. 
Lors de l'élection présidentielle de 2017, c'est Emmanuel Macron qui est en tête dans le département au premier et au deuxième tour, lors du premier tour c'est Jean-Luc Mélenchon, candidat de la France insoumise qui est deuxième, le candidat socialiste arrive en cinquième position, au second tour Marine Le Pen obtient 29% des suffrages. Les difficultés de la gauche continuent lors des élections législatives de 2017, en effet, les deux circonscriptions alors jusqu'ici à gauche basculent à droite et au centre. Forte de sa popularité nationale, La République en marche parvient à faire élire dans la première circonscription, son candidat, le maire de Naves, Christophe Jerretie, sur ces terres hautement symboliques, anciens fiefs des anciens chefs de l'État, Jacques Chirac et François Hollande (dont le candidat socialiste Bernard Combes, défait au second tour, est un proche). En revanche, ce n'est pas le cas de leur autre candidate, l'ancienne sénatrice socialiste, Patricia Bordas, qui chute sur le fil face à la candidate des Républicains, vice-présidente du département, Frédérique Meunier, qui permet à la droite de revenir à la tête du secteur de Brive après 10 ans d'absence.

### Années 2020
En 2020, lors des élections municipales et sénatoriales la droite parvient à conserver sa position dans le département, elle conserve les deux sous-préfectures, Brive-la-Gaillarde et Ussel, et gagne aussi de nouvelles communes comme Bort-les-Orgues et Sainte-Fortunade mais perd Argentat-sur-Dordogne, Naves et Neuvic au profit de la gauche. Les sénatoriales confirment la bonne implantation de la droite dans le département à la suite de la réélection des sénateurs sortants, tous deux étiquetés à droite.
Après les élections de 2015 qui avaient vu la gauche perdre sa majorité au conseil départemental pour ne conserver que 12 élus sur les 38 que compte le conseil départemental, les élections départementales de 2021 ne sont qu'une confirmation pour la majorité de droite. La gauche conserve ses cantons de Tulle, de Naves et de l'Yssandonnais, mais ne parvient pas à progresser. Seuls 6 cantons de droite leur accordent plus de 40 % des voix au second tour - avec un meilleur score de 48 % dans le canton de Haute-Dordogne. Pascal Coste est réélu dans son canton dès le premier tour face au RN, la gauche n'avait pas présenté de candidat. Frédérique Meunier regagne le canton de Malemort, qu'elle avait quittée en 2017 pour devenir députée. La droite gagne le canton de Brive-la-Gaillarde-1, le seul canton de Brive qui l'avait résisté en 2015. Le canton d'Argentat-sur-Dordogne bascule, quant à lui, à gauche.
Contrairement aux départementales, c'est la gauche qui est majoritaire lors des régionales de 2021. À l'échelle régionale, la liste socialiste du président sortant Alain Rousset l'emporte. La Corrèze attribue également une large avance à la liste du PS, menée dans le département par l'ancien député Philippe Nauche, mais place en deuxième position la liste LR, menée par le président du conseil départemental Pascal Coste. On note que la liste de la majorité présidentielle n’obtient aucun conseiller régional dans le département, Patricia Bordas, ancienne sénatrice, échouant à la cinquième place avec 7 % des suffrages, derrière la liste d'EÉLV.
Le résultat de l'élection présidentielle de 2022 en Corrèze est assez semblable à celui observé à l'échelle nationale. Emmanuel Macron est en tête du premier tour dans le département avec 23,2 % des suffrages, il devance de seulement 1 467 voix Marine Le Pen qui recueille 22,2 %. Jean-Luc Mélenchon arrive en troisième position avec 19,4 %, il est suivi par Valérie Pécresse qui obtient en Corrèze son meilleur score, à savoir 8,6 %. Les sous-préfectures de Brive-la-Gaillarde et d'Ussel placent Emmanuel Macron en tête, tandis que la ville-préfecture de Tulle place Jean-Luc Mélenchon en première place. Au second tour, Emmanuel Macron est devant Marine Le Pen dans le département, le président sortant recueille 55,8 % des suffrages exprimés, soit une baisse de plus de 21 points par rapport à 2017. La candidate du RN à doublé son score par rapport à 2017 en récoltant 44,2 % des voix dans le département.
En lien avec l'impopularité d'Emmanuel Macron, la coalition présidentielle perd son député en Corrèze en la personne de Christophe Jerretie et aucun de ces candidats n'arrivent au second tour de l’élection législative en 2022 dans le département. Cette situation permet de faire élire deux députés de droite, qui est très implanté en Corrèze. Francis Dubois le maire de Lapleau est élu dans la première circonscription, anciens fiefs des anciens chefs de l'État, Jacques Chirac et François Hollande. Frédérique Meunier est quant à elle réélue pour un second mandat dans la seconde circonscription de la Corrèze.
Lors des élections européennes de 2024, le Rassemblement national est en tête dans le département avec 32,58 % des voix pour la liste conduite par Jordan Bardella. Il est suivi par la liste du Parti socialiste, conduite par Raphaël Glucksmann avec 15,23 % puis la liste de la majorité présidentielle Ensemble, conduite par Valérie Hayer avec 12,25 % et enfin par la liste des Républicains de François-Xavier Bellamy avec 8,28 %. La liste de La France insoumise, conduite par Manon Aubry, arrive en cinquième position avec 5,99 % des suffrages.

## Représentation politique et administrative

### Préfets et arrondissements

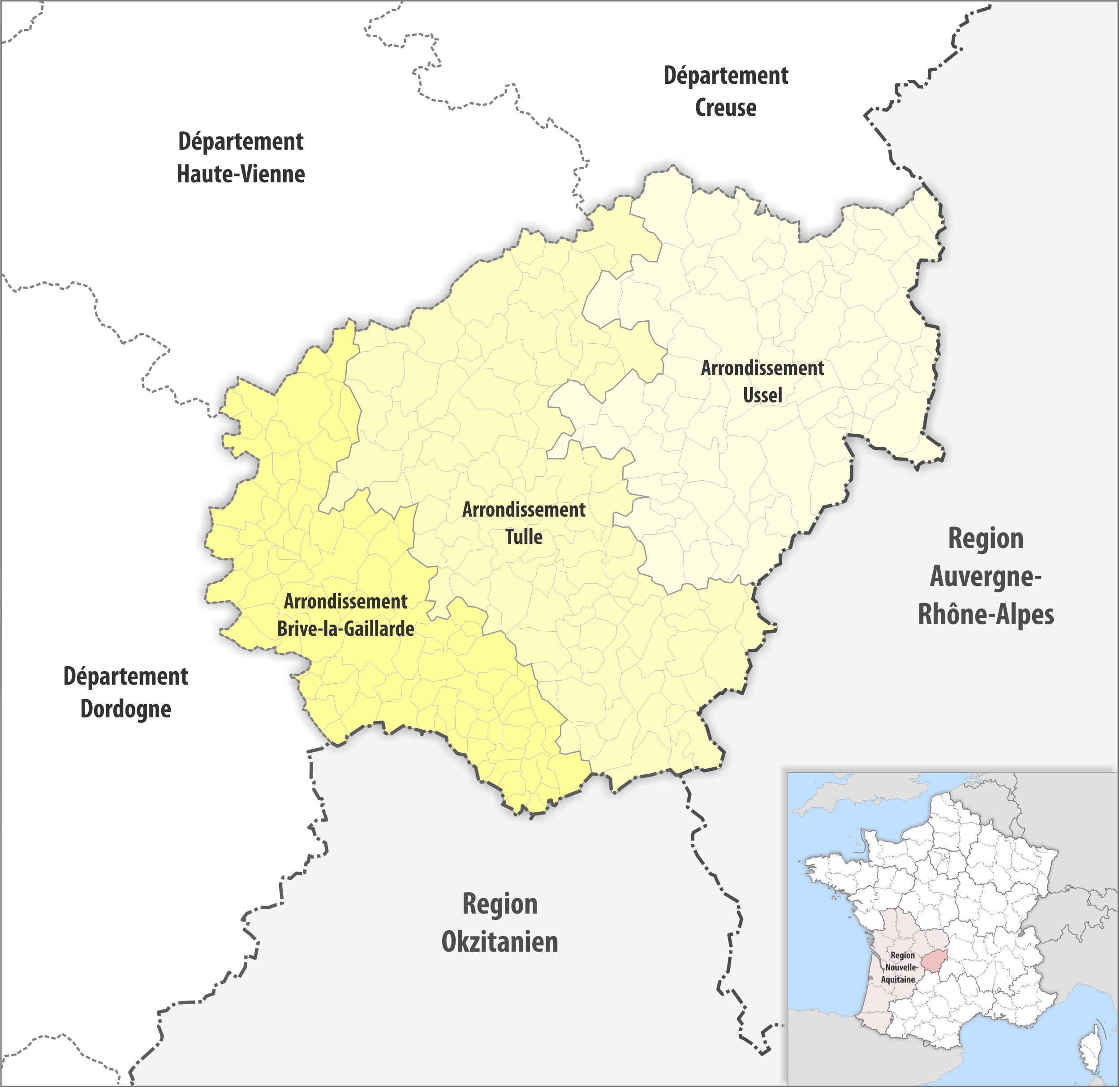
Arrondissements

Le département de la Corrèze est découpé en trois arrondissements regroupant les cantons suivants :
- Arrondissement de Brive-la-Gaillarde :   Allassac, Brive-la-Gaillarde-1, Brive-la-Gaillarde-2, Brive-la-Gaillarde-3, Brive-la-Gaillarde-4,  Malemort-sur-Corrèze, Midi corrézien, Saint-Pantaléon-de-Larche, Uzerche, L'Yssandonnais.
- Arrondissement de Tulle :   Argentat, Égletons, Haute-Dordogne, Midi corrézien, Naves, Sainte-Fortunade, Seilhac-Monédières, Tulle, Uzerche.
- Arrondissement d'Ussel :  Égletons, Haute-Dordogne, Plateau de Millevaches, Ussel.

Depuis le redécoupage cantonal de 2014, un canton peut contenir des communes provenant de plusieurs arrondissements. Cela concerne les cantons suivants : Midi corrézien, Uzerche, Égletons et Haute-Dordogne
|              | Identité         | Circonscription administrative | Anciennes fonctions                                             |
| ------------ | ---------------- | ------------------------------ | --------------------------------------------------------------- |
| Préfet       | Vincent Berton   | Corrèze                        | Préfet délégué de Saint-Barthélémy et Saint-Martin              |
| Sous-préfets | Jacques Ranchère | Arr. de Brive-la-Gaillarde     | Sous-préfet de Mayenne                                          |
| Sous-préfets | Nicolas Zabka    | Arr. d'Ussel                   | Conseiller des magistrats au tribunal administratif de Toulouse |

### Députés et circonscriptions législatives

Circonscriptions et affiliations à l'issue des élections de 2024.

Depuis le nouveau découpage électoral, le département comprend deux circonscriptions regroupant les cantons suivants :
- 1re circonscription : Argentat, Bort-les-Orgues, Bugeat, Corrèze, Donzenac, Égletons, Eygurande, Lapleau, Meymac, Neuvic, La Roche-Canillac, Seilhac, Sornac, Treignac, Tulle-Campagne-Nord, Tulle-Campagne-Sud, Tulle-Urbain-Nord, Tulle-Urbain-Sud, Ussel-Est, Ussel-Ouest, Uzerche, Vigeois.
- 2e circonscription : Ayen, Beaulieu-sur-Dordogne, Beynat, Brive-Centre, Brive-Nord-Est, Brive-Nord-Ouest, Brive-Sud-Est, Brive-Sud-Ouest, Juillac, Larche, Lubersac, Malemort-sur-Corrèze, Meyssac, Mercœur, Saint-Privat.

Avant 2012, le département en comptait trois, les circonscriptions de Tulle (1re circonscription) et d'Ussel (3e circonscription) ayant fusionné à cette date.
| Circonscription     | Nom                | Parti | Parti | Groupe                    | Suppléant           |
| ------------------- | ------------------ | ----- | ----- | ------------------------- | ------------------- |
| 1re circonscription | François Hollande  |       | PS    | Socialistes et apparentés | Philippe Brugère    |
| 2e circonscription  | Frédérique Meunier |       | LR-SL | Droite républicaine       | Jean-Michel Monteil |

### Sénateurs
Lors des élections sénatoriales de 2014, deux sénateurs ont été élus dans le département, ils sont réélus lors des élections sénatoriales de 2020 :
| Nom              | Parti | Parti | Groupe                                       | Suppléant        |
| ---------------- | ----- | ----- | -------------------------------------------- | ---------------- |
| Daniel Chasseing |       | PR    | Les Indépendants – République et territoires | Josette Fargetas |
| Claude Nougein   |       | LR-SL | Les Républicains                             | Nelly Simandoux  |

### Conseillers régionaux
Le conseil régional de Nouvelle-Aquitaine compte 183 membres élus pour six ans dont 8 représentant la Corrèze. 
| Nom              | Parti | Parti          | Groupe                                         |
| ---------------- | ----- | -------------- | ---------------------------------------------- |
| Philippe Nauche  |       | PS             | Parti Socialiste / Place Publique / Apparentés |
| Anabelle Reydy   |       | DVG (app. PCF) | Communiste, Écologique, Citoyen                |
| Pascal Cavitte   |       | PS             | Parti Socialiste / Place Publique / Apparentés |
| Françoise Serre  |       | PS             | Parti Socialiste / Place Publique / Apparentés |
| Pascal Coste     |       | LR             | Les Républicains                               |
| Sandra Delibit   |       | LR             | Les Républicains                               |
| Amandine Dewaele |       | EÉLV           | Écologiste, Solidaire et Citoyen               |
| Valéry Élophe    |       | RN             | Rassemblement national                         |

### Conseillers départementaux

Cantons et affiliations à l'issue des élections de 2021.

Composition du conseil départemental

Depuis le redécoupage cantonal de 2014, le nombre de cantons est passé de 37 à 19 avec un binôme paritaire élu dans chacun d'entre eux, soit 38 conseillers départementaux. À l'issue des élections départementales de 2015, la majorité sortante de gauche perd la majorité au profit de la droite. Pascal Coste (LR) a été élu président de l'assemblée départementale le 2 avril 2015.
| Canton                              | Conseillers              | Partis | Partis | Groupe           |
| ----------------------------------- | ------------------------ | ------ | ------ | ---------------- |
| Canton d'Allassac                   | Patricia Buisson         |        | DVD    | Corrèze Demain   |
| Canton d'Allassac                   | Didier Marsaleix         |        | MoDem  | Corrèze Demain   |
| Canton d'Argentat-sur-Dordogne      | Sébastien Duchamp        |        | PS     | Corrèze Ensemble |
| Canton d'Argentat-sur-Dordogne      | Sonia Troya              |        | PS     | Corrèze Ensemble |
| Canton de Brive-la-Gaillarde-1      | Philippe Lescure         |        | RE     | Corrèze Demain   |
| Canton de Brive-la-Gaillarde-1      | Hayat Tamimi             |        | LR     | Corrèze Demain   |
| Canton de Brive-la-Gaillarde-2      | Julien Bounie            |        | LR     | Corrèze Demain   |
| Canton de Brive-la-Gaillarde-2      | Claude Chirac            |        | DVD    | Corrèze Demain   |
| Canton de Brive-la-Gaillarde-3      | Sandrine Maurin          |        | LR     | Corrèze Demain   |
| Canton de Brive-la-Gaillarde-3      | Gérard Soler             |        | DVD    | Corrèze Demain   |
| Canton de Brive-la-Gaillarde-4      | Audrey Bartout           |        | LR     | Corrèze Demain   |
| Canton de Brive-la-Gaillarde-4      | Franck Peyret            |        | LR-SL  | Corrèze Demain   |
| Canton d'Égletons                   | Agnès Audeguil           |        | LR     | Corrèze Demain   |
| Canton d'Égletons                   | Jean-Marie Taguet        |        | LR     | Corrèze Demain   |
| Canton de Haute-Dordogne            | Marie-Laure Vidal        |        | LR     | Corrèze Demain   |
| Canton de Haute-Dordogne            | Éric Ziolo               |        | LR     | Corrèze Demain   |
| Canton de Malemort                  | Laurent Darthou          |        | UDI    | Corrèze Demain   |
| Canton de Malemort                  | Frédérique Meunier       |        | LR-SL  | Corrèze Demain   |
| Canton du Midi corrézien            | Pascal Coste             |        | LR     | Corrèze Demain   |
| Canton du Midi corrézien            | Ghislaine Dubost         |        | DVD    | Corrèze Demain   |
| Canton de Naves                     | Émilie Boucheteil        |        | DVG    | Corrèze Ensemble |
| Canton de Naves                     | Jean-François Labbat     |        | DVG    | Corrèze Ensemble |
| Canton du Plateau de Millevaches    | Jacqueline Cornelissen   |        | LR     | Corrèze Demain   |
| Canton du Plateau de Millevaches    | Christophe Petit         |        | DVD    | Corrèze Demain   |
| Canton de Saint-Pantaléon-de-Larche | Jean-Jacques Delpech     |        | LR     | Corrèze Demain   |
| Canton de Saint-Pantaléon-de-Larche | Sophie Chambon           |        | LR     | Corrèze Demain   |
| Canton de Sainte-Fortunade          | Anthony Monteil          |        | DVG    | Corrèze Ensemble |
| Canton de Sainte-Fortunade          | Stéphanie Vallée-Prévôté |        | DVG    | Corrèze Ensemble |
| Canton de Seilhac-Monédières        | Jean-Jacques Lauga       |        | LR     | Corrèze Demain   |
| Canton de Seilhac-Monédières        | Hélène Rome              |        | LR     | Corrèze Demain   |
| Canton de Tulle                     | Bernard Combes           |        | DVG    | Corrèze Ensemble |
| Canton de Tulle                     | Annick Taysse            |        | DVG    | Corrèze Ensemble |
| Canton d'Ussel                      | Christophe Arfeuillère   |        | LR     | Corrèze Demain   |
| Canton d'Ussel                      | Marilou Padilla-Ratelade |        | LR     | Corrèze Demain   |
| Canton d'Uzerche                    | Francis Comby            |        | LR     | Corrèze Demain   |
| Canton d'Uzerche                    | Rosine Chauffour-Robinet |        | LR     | Corrèze Demain   |
| Canton de l'Yssandonnais            | Pascale Boissieras       |        | PS     | Corrèze Ensemble |
| Canton de l'Yssandonnais            | Christian Bouzon         |        | DVG    | Corrèze Ensemble |

Le conseil départemental de la Corrèze compte deux groupes politiques : le groupe majoritaire « Corrèze Demain » qui réunit les élus de droites et du centres, et le groupe unique d'opposition de gauche « Corrèze Ensemble ».

### Présidents d'intercommunalités
Au 1er janvier 2020, le département de la Corrèze compte 9 intercommunalités à fiscalité propre dont le siège est dans le département (2 communautés d'agglomération et 7 communautés de communes).
| Intercommunalité | Intercommunalité                  | Président          | Parti | Parti | Élection |
| ---------------- | --------------------------------- | ------------------ | ----- | ----- | -------- |
| CA               | Bassin de Brive                   | Frédéric Soulier   |       | LR    | 2014     |
| CA               | Tulle Agglo                       | Michel Breuilh     |       | PS    | 2014     |
| CC               | Haute-Corrèze Communauté          | Pierre Chevalier   |       | LR    | 2017     |
| CC               | Midi Corrézien                    | Alain Simonet      |       | SE    | 2017     |
| CC               | Xaintrie Val'Dordogne             | Nicole Bardi       |       | DVG   | 2020     |
| CC               | Ventadour - Égletons - Monédières | Charles Ferré      |       | LR    | 2022     |
| CC               | Pays d'Uzerche                    | Catherine Chambras |       | DVG   | 2020     |
| CC               | Pays de Lubersac-Pompadour        | Francis Comby      |       | LR    | 2017     |
| CC               | Vézère-Monédières-Millesources    | Philippe Jenty     |       | DVD   | 2017     |

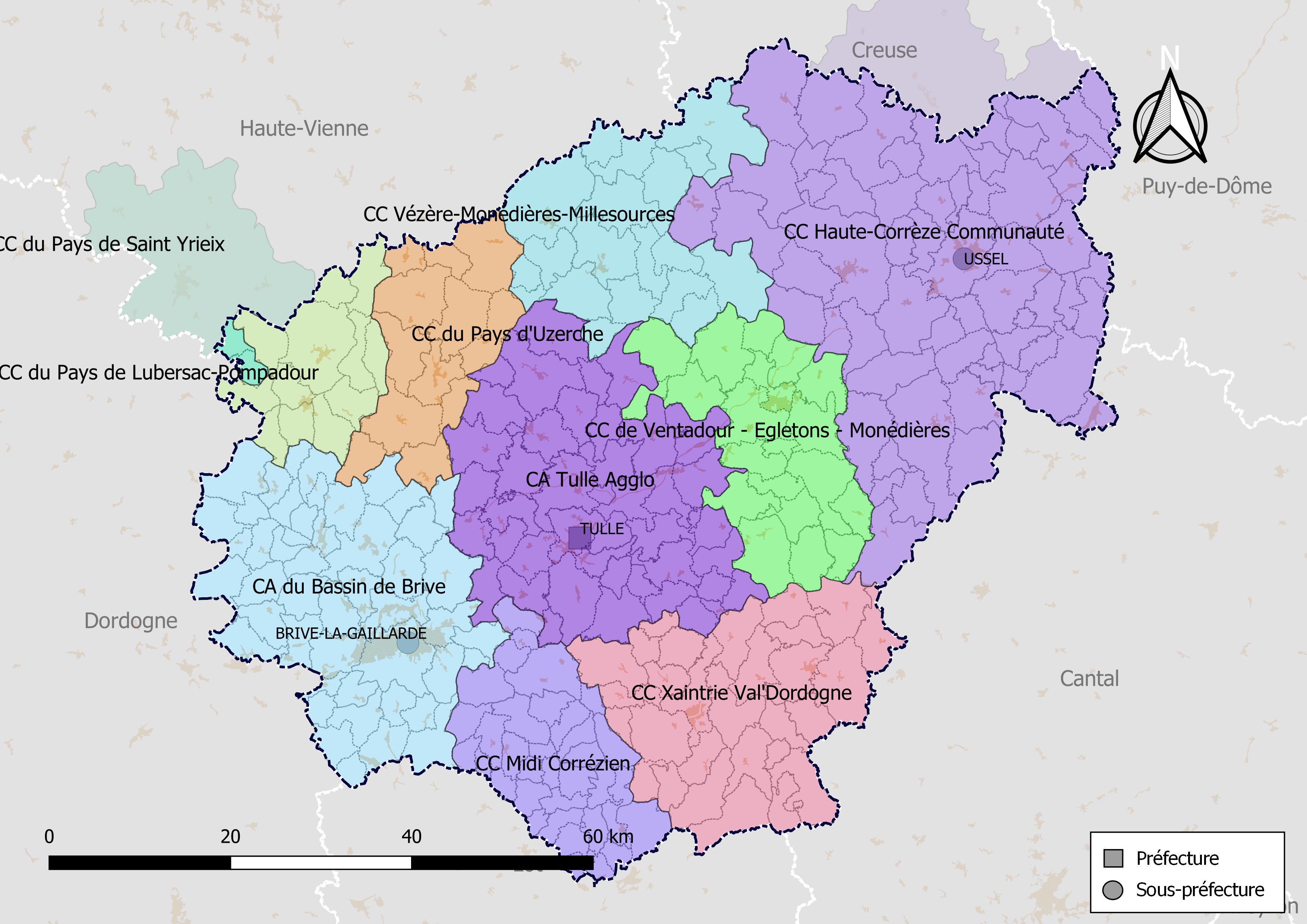
Carte des intercommunalités de la Corrèze au 1er janvier 2019.

En outre, deux communes du département font partie du Pays de Saint-Yrieix, intercommunalité dont le siège est situé en Haute-Vienne.

### Maires
| Commune                   | Maire                  | Parti | Parti | Élection | Population (2022) |
| ------------------------- | ---------------------- | ----- | ----- | -------- | ----------------- |
| Brive-la-Gaillarde        | Frédéric Soulier       |       | LR    | 2014     | 46 769            |
| Tulle                     | Bernard Combes         |       | DVG   | 2008     | 13 602            |
| Ussel                     | Christophe Arfeuillère |       | LR    | 2014     | 9 174             |
| Malemort (*)              | Laurent Darthou        |       | UDI   | 2020     | 7 995             |
| Saint-Pantaléon-de-Larche | Alain Lapacherie       |       | DVD   | 2014     | 5 006             |
| Égletons                  | Charles Ferré          |       | LR    | 2014     | 4 336             |
| Ussac                     | Jean-Philippe Bosselut |       | DVD   | 2020     | 4 271             |
| Allassac                  | Jean-Louis Lascaux     |       | DVG   | 2014     | 4 050             |
| Objat                     | Philippe Vidau         |       | PR    | 2007     | 3 737             |
| Cosnac                    | Gérard Soler           |       | DVD   | 2008     | 3 042             |
| Argentat-sur-Dordogne (*) | Sébastien Duchamp      |       | PS    | 2020     | 2 857             |
| Uzerche                   | Jean-Paul Grador       |       | PCF   | 2016     | 2 806             |
| Donzenac                  | Yves Laporte           |       | PR    | 1995     | 2 714             |
| Bort-les-Orgues           | Éric Ziolo             |       | LR    | 2020     | 2 487             |
| Varetz                    | Béatrice Londeix       |       | SE    | 2020     | 2 436             |
| Meymac                    | Philippe Brugère       |       | PS    | 2014     | 2 326             |
| Naves                     | Hervé Longy            |       | LÉ    | 2020     | 2 318             |
| Lubersac                  | Philippe Gonzalez      |       | DVD   | 2020     | 2 253             |
| Sainte-Féréole            | Henri Soulier          |       | LR    | 2001     | 2 060             |
| (*) Commune nouvelle      |                        |       |       |          |                   |

## Résultats électoraux
| Scrutin              | 1er tour | 1er tour | 1er tour | 1er tour | 1er tour | 1er tour | 1er tour | 1er tour | 1er tour | 1er tour | 1er tour | 1er tour | 2d tour     | 2d tour     | 2d tour     | 2d tour     | 2d tour     | 2d tour     | 2d tour     | 2d tour     | 2d tour     |
| Scrutin              | 1er      | 1er      | %        | 2e       | 2e       | %        | 3e       | 3e       | %        | 4e       | 4e       | %        | 1er         | 1er         | %           | 2e          | 2e          | %           | 3e          | 3e          | %           |
| -------------------- | -------- | -------- | -------- | -------- | -------- | -------- | -------- | -------- | -------- | -------- | -------- | -------- | ----------- | ----------- | ----------- | ----------- | ----------- | ----------- | ----------- | ----------- | ----------- |
| Européennes 2009     |          | UMP      | 30,69    |          | PS       | 21,30    |          | EÉLV     | 10,96    |          | FG       | 10,39    | Tour unique | Tour unique | Tour unique | Tour unique | Tour unique | Tour unique | Tour unique | Tour unique | Tour unique |
| Régionales 2010      |          | PS       | 36,37    |          | UMP      | 27,02    |          | FG       | 14,13    |          | EÉLV     | 8,66     |             | PS          | 47,32       |             | UMP         | 35,33       |             | FG          | 17,35       |
| Présidentielle 2012  |          | PS       | 42,97    |          | UMP      | 21,59    |          | FN       | 13,31    |          | FG       | 10,55    |             | PS          | 64,86       |             | UMP         | 35,14       | Pas de 3e   | Pas de 3e   | Pas de 3e   |
| Législatives 2012    |          | PS       | 49,06    |          | UMP      | 29,10    |          | FG       | 8,74     |          | FN       | 8,09     |             | PS          | 58,96       |             | UMP         | 41,04       | Pas de 3e   | Pas de 3e   | Pas de 3e   |
| Européennes 2014     |          | PS       | 23,50    |          | UMP      | 22,31    |          | FN       | 19,88    |          | FG       | 9,23     | Tour unique | Tour unique | Tour unique | Tour unique | Tour unique | Tour unique | Tour unique | Tour unique | Tour unique |
| Départementales 2015 |          | UMP      | 45,11    |          | PS       | 35,75    |          | PCF      | 12,26    |          | FN       | 7,89     |             | UMP         | 52,36       |             | PS          | 47,64       | Pas de 3e   | Pas de 3e   | Pas de 3e   |
| Régionales 2015      |          | LR       | 29,51    |          | PS       | 28,94    |          | FN       | 20,59    |          | FG       | 7,66     |             | PS          | 44,02       |             | LR          | 37,64       |             | FN          | 18,34       |
| Présidentielle 2017  |          | EM       | 26,93    |          | LFI      | 20,85    |          | LR       | 17,46    |          | FN       | 17,34    |             | EM          | 71,00       |             | FN          | 29,00       | Pas de 3e   | Pas de 3e   | Pas de 3e   |
| Législatives 2017    |          | LREM     | 31,62    |          | LR       | 18,34    |          | PS       | 16,13    |          | LFI      | 11,54    |             | LREM        | 51,79       |             | PS          | 24,57       |             | LR          | 23,36       |
| Européennes 2019     |          | RN       | 21,35    |          | LREM     | 19,56    |          | EÉLV     | 10,91    |          | LR       | 9,82     | Tour unique | Tour unique | Tour unique | Tour unique | Tour unique | Tour unique | Tour unique | Tour unique | Tour unique |
| Régionales 2021      |          | PS       | 26,72    |          | LR       | 25,78    |          | RN       | 15,05    |          | EÉLV     | 9,87     |             | PS          | 38,28       |             | LR          | 29,20       |             | RN          | 15,80       |
| Départementales 2021 |          | LR       | 48,17    |          | PS       | 33,80    |          | RN       | 12,59    |          | EÉLV     | 5,35     |             | LR          | 56,56       |             | PS          | 42,21       |             | RN          | 1,18        |
| Présidentielle 2022  |          | LREM     | 23,23    |          | RN       | 22,20    |          | LFI      | 19,45    |          | LR       | 8,61     |             | LREM        | 55,78       |             | RN          | 44,22       | Pas de 3e   | Pas de 3e   | Pas de 3e   |
| Législatives 2022    |          | NUPÉS    | 23,36    |          | LR       | 21,90    |          | ENS      | 19,92    |          | RN       | 16,29    |             | LR          | 51,05       |             | NUPÉS       | 40,09       | Pas de 3e   | Pas de 3e   | Pas de 3e   |
| Européennes 2024     |          | RN       | 32,58    |          | PS       | 15,20    |          | ENS      | 12,22    |          | LFI      | 8,25     | Tour unique | Tour unique | Tour unique | Tour unique | Tour unique | Tour unique | Tour unique | Tour unique | Tour unique |
| Législatives 2024    |          | RN       | 33,56    |          | NFP      | 32,20    |          | LR       | 31,80    |          | LO       | 2,01     |             | LR          | 41,99       |             | RN          | 35,73       |             | NFP         | 22,28       |